# Chase Kalisz
Chase Tyler Kalisz (ur. 7 marca 1994 w Bel Air w stanie Maryland) – amerykański pływak specjalizujący się w stylu zmiennym, klasycznym i motylkowym, mistrz olimpijski i dwukrotny mistrz świata.

## Kariera
W 2013 roku zdobył srebrny medal mistrzostw świata w Barcelonie na 400 metrów stylem zmiennym. Dwa lata później, na mistrzostwach świata w Kazaniu wywalczył brązowy medal w tej samej konkurencji. W 2017 triumfował na obu dystansach w rywalizacji zmiennistów, a w konkurencji 400 m stylem zmiennym z czasem 4:05,90 ustanowił nowy rekord mistrzostw.
Na igrzyskach olimpijskich w Rio de Janeiro zdobył srebrny medal na dystansie 400 m stylem zmiennym w finale uzyskując czas 4:06,75.